# Groza (Band)
Groza ist eine deutsche Black-Metal-Band aus Mühldorf am Inn.

## Geschichte
Am Anfang waren Groza ein Ein-Mann-Projekt, das von Patrick Ginglseder alias P.G. im Jahr 2016 ins Leben gerufen wurde und sich musikalisch bewusst an den von Mgła und Uada gespielten Black Metal anlehnte. So ist auch der Bandname selbst eine Referenz an Mgłas erstes Album. Der Begriff ist der slawischen Sprache entnommen und bedeutet Grauen, Furcht, Schrecken oder Horror, aber auch Bedrohlichkeit und Unheimlichkeit.

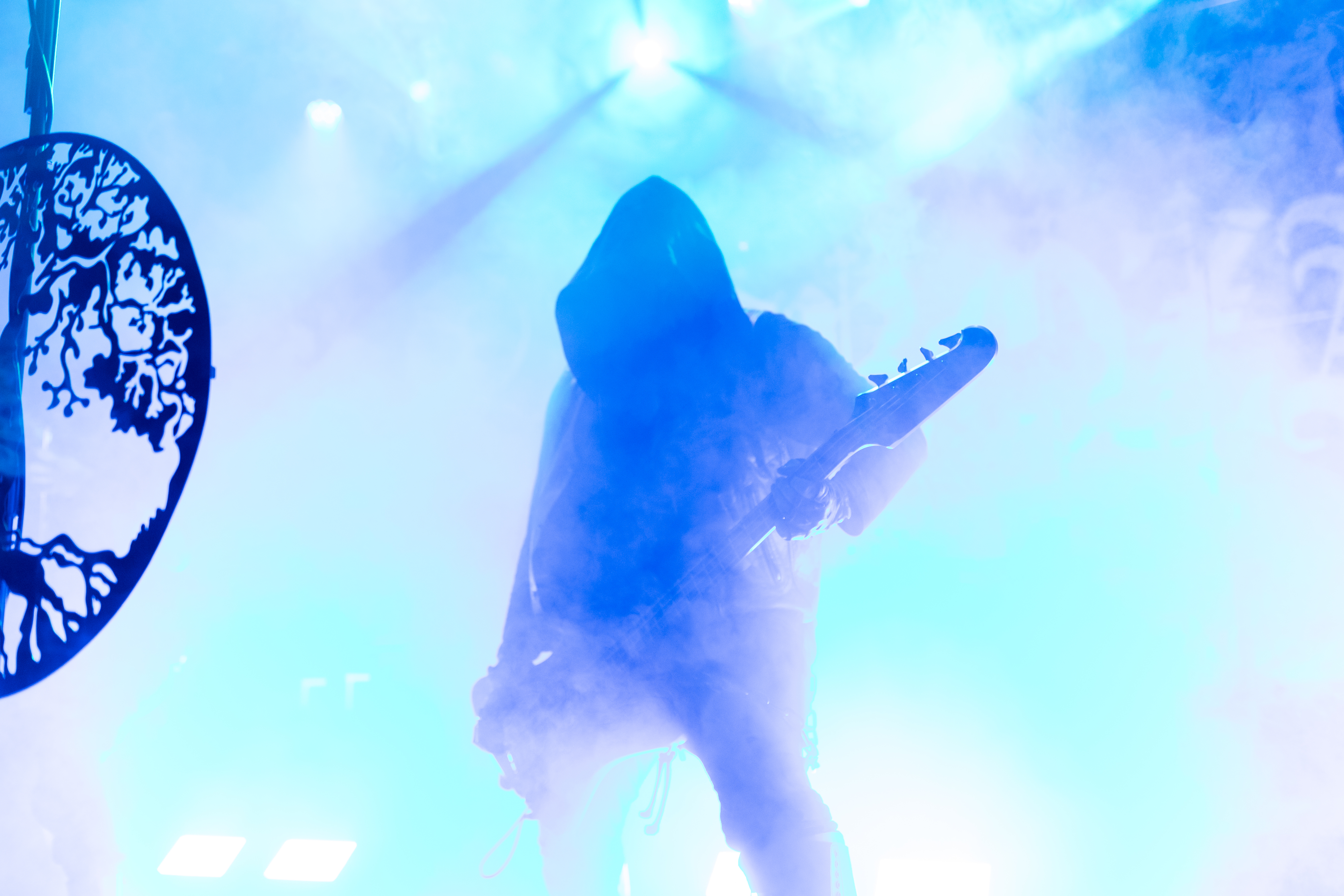
P.G. auf dem Party.San 2024

 Das Debütalbum Unified in Void erschien am 31. August 2018 in Eigenproduktion und erinnert stark an die musikalischen Vorbilder, wodurch Groza zunächst als Nachahmer erfolgreicher Bands in der Kritik standen.
Das zweite Album The Redemptive End wurde am 6. August 2021 bei AOP Records veröffentlicht und stieg in der ersten Woche auf Platz 78 der deutschen Albumcharts ein. Das Album entstand während der Pandemie und stellt einen wichtigen Wendepunkt in der Geschichte der Band dar. Erstmals beteiligten sich neben P.G. auch die mittlerweile hinzugekommenen Bandmitglieder am Songwriting, wodurch sich der Sound maßgeblich veränderte und Groza zu der Band wurde, die sie heute ist.
Das dritte Album Nadir erschien am 20. September 2024 ebenfalls bei AOP Records. Es ist dem 2023 verstorbenen Bassisten Mike alias M.S. gewidmet. Der Titel Nadir bedeutet sinngemäß Tiefstpunkt und beschreibt diesen emotionalen Tiefpunkt in der Bandgeschichte. Auch das Cover wurde im Sinne des Verstorbenen durch dessen Schwester gestaltet und ein Feature mit Harakiri for the Sky aufgrund dessen Idee auf dem Album umgesetzt. Nadir erreichte in der ersten Woche den 28. Platz der deutschen Albumcharts.
Das Album Nadir wurde im Herbst 2024 auf der Scherbentour mit Ellende und im Sommer 2025 auf verschiedenen Festivals im In- und Ausland einem breiten Publikum vorgestellt. Von ihrem Auftritt beim 20. Ragnarök-Festival wurde der Live-Mitschnitt unter dem Titel Live at Ragnarök bei AOP Records am 12. Juni 2025 als viertes Album veröffentlicht.
Für den Herbst 2025 ist eine Nordamerika-Tour mit insgesamt 27 Konzertterminen angekündigt. Im Anschluss werden noch drei Konzerte in Brasilien und vier Konzerte in Mexiko gespielt. Für das Jahresende 2025 ist die NADIR over Europe Tour angekündigt, die insgesamt 18 Konzerte in 9 Ländern umfasst.

## Stil
Musikalisch wird die Band mit den Genregrößen Mgła und Uada verglichen. Weiterhin sind Post-Metal- und Post-Rock-Anleihen sowie orchestrale Arrangements und Akustikinstrumente hörbar. Der Metal Hammer beschreibt die Band „zwischen Lethargie, schwarzer Wut und Epik“ und das Legacy Magazin zieht Parallelen zur Post-Atmosphäre von Harakiri for the Sky. Groza selbst führen als wichtige Inspirationsquellen auch Dissection, Darkthrone und Alcest an. Inhaltlich werden persönliche Themen wie Depressionen und Suizid behandelt.

## Diskografie
Studioalben

| Jahr | Titel Musiklabel               | Höchstplatzierung, Gesamtwochen, AuszeichnungChartsChartplatzierungen (Jahr, Titel, Musiklabel, Platzierungen, Wochen, Auszeichnungen, Anmerkungen) | Anmerkungen                              |
| Jahr | Titel Musiklabel               | DE | Anmerkungen                              |
| ---- | ------------------------------ | --- | ---------------------------------------- |
| 2018 | Unified in Void ohne Label     | — | Erstveröffentlichung: 28. September 2018 |
| 2021 | The Redemptive End AOP Records | DE78 (1 Wo.)DE | Erstveröffentlichung: 13. August 2021    |
| 2024 | Nadir AOP Records              | DE28 (1 Wo.)DE | Erstveröffentlichung: 27. September 2024 |
| 2025 | Live at Ragnarök AOP Records   | — | Erstveröffentlichung: 12. Juni 2025      |

## Rezeption
Das Musikmagazin Rock Hard bewertet das dritte Studioalbum gut (7/10 Punkten) und schreibt anerkennend, Nadir sei druckvoll und voluminös produziert, setzt auf lodernde Melodiebögen und überwiegend schnelles Tempo. Das Online-Magazin Musikreviews bewertet Nadir sehr gut (13/15 Punkte) und schreibt, die Songs haben Tiefgang, sind vielschichtig komponiert und erzeugen eine dichte Atmosphäre zwischen Schmerz und Sturm.

„Mit Nadir haben GROZA ein vielschichtiges Black-Metal-Juwel an der Hand.“

Auch das Legacy Magazin lobt das starke Songwriting mit ausnahmslos guten Spannungsbögen und bewertet das Album gut (12/15 Punkten). Das führende Szene-Magazin Metal Hammer bewertet das Album ebenso gut (5/7 Punkten) und bezeichnet einzelne Titel als „Juwel“ bzw. verleiht das Prädikat „erhaben“.
Über das zweite Studioalbum The Redemptive End schreibt das Online-Magazin Time for Metal:

„Ein geniales Album, schwarz wie die Nacht und melancholisch wie ein weinendes Kind, welches man nicht trösten kann.“